# Dreamshow
Dreamshow est un DVD live de Siouxsie sorti en 2005. Il a été filmé au Royal Festival Hall de Londres en octobre 2004. Les chansons sont jouées avec le Millennia Ensemble. 

## Liste des titres
1. Say Yes!
2. Around the World
3. Seven Tears
4. Godzilla!
5. Standing There
6. Miss the Girl
7. Dear Prudence
8. Christine
9. Killing Time
10. Obsession
11. Shooting Sun
12. Kiss Them for Me
13. The Rapture
14. But Not Them
15. Weathercade
16. Prettiest Thing
17. Take Mine
18. Pinned Down
19. Trust in Me
20. Another Planet
21. 2nd Floor
22. Happy House
23. Not Forgotten
24. Face to Face
25. Cities in Dust
26. Spellbound
27. Peek-a-Boo

## Bonus
- Hong Kong Garden et quatre titres filmés lors d'un autre concert.
- Soundchecks (répétitions)
- Interviews de Siouxsie et Budgie